# Al Mouahidin-moskee
De Al Mouahidin Moskee is een moskee aan de Peppelensteeg in de Gelderse plaats Ede. De moskee is ontworpen door Abdalhamid Opier van het architectenbureau Opaal Architecten.
Het gebouw, dat eigendom is van de Stichting Marokkaanse Moslims Ede, werd in 2009 geopend.

## Geschiedenis

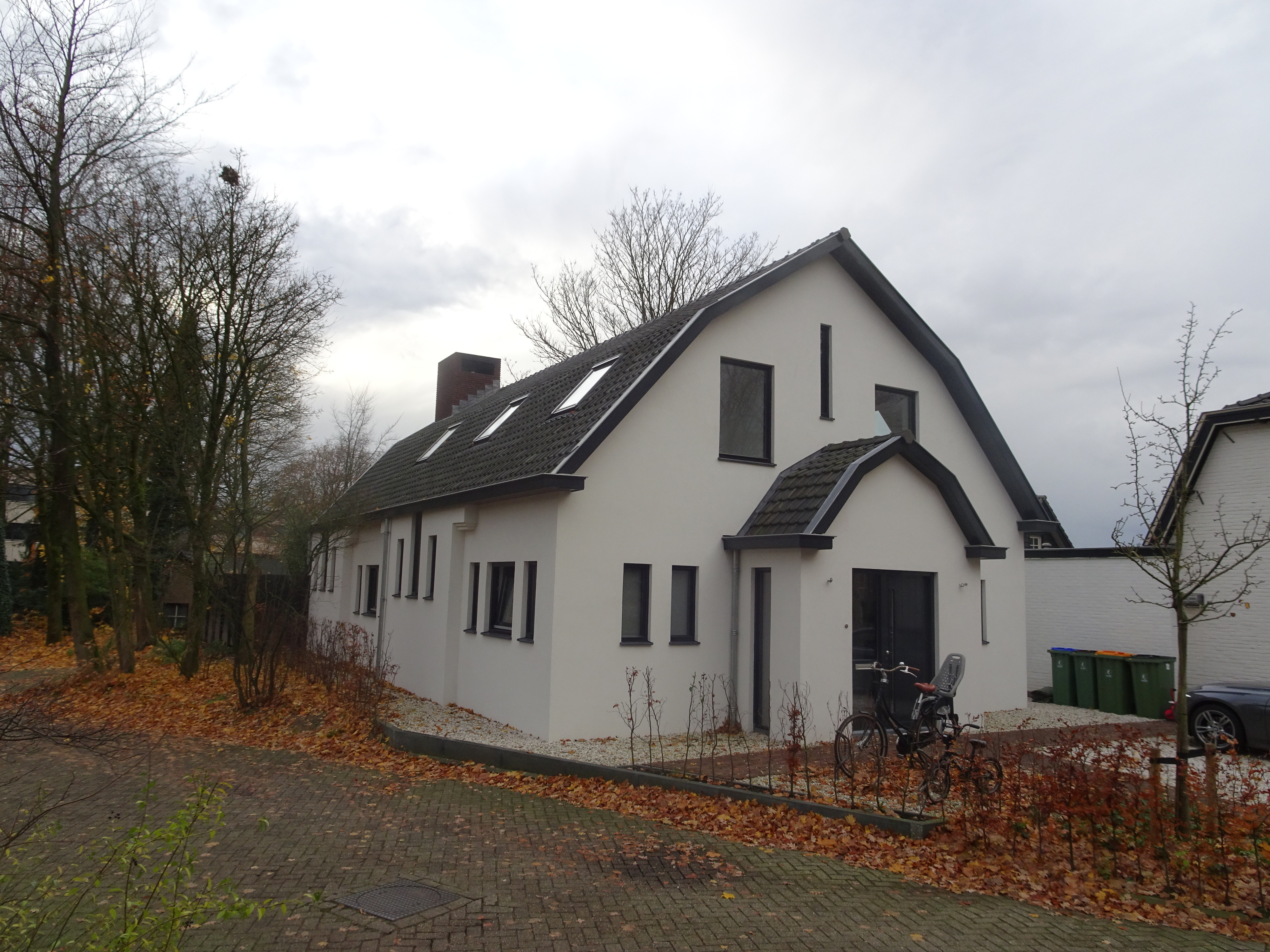
Voormalige moskee aan de Driehoek

Van 1975 tot 2010 hadden de Marokkaanse moslims een moskee met dezelfde naam aan de Driehoek in het centrum van Ede. Dit gebedshuis was gevestigd in het voormalige kerkgebouwtje van de Christelijk Gereformeerde Kerk, bijgenaamd het "Keuenkerkje". De Christelijk Gereformeerde gemeente betrok in 1975 het nieuwe kerkgebouw De Tabernakel aan de Verlengde Maanderweg. Op de plaats van de huidige moskee stond voorheen het zwembad De Peppel dat in 2000 verhuisde naar een locatie verderop aan de Peppelensteeg.